# Midwest (Wyoming)
Midwest es un pueblo ubicado en el condado de Natrona en el estado estadounidense de Wyoming. En el año 2010 tenía una población de 404 habitantes y una densidad poblacional de 367.27 personas por km² .

## Geografía
Midwest se encuentra ubicado en las coordenadas 43°24′40″N 106°16′37.49″O / 43.41111, -106.2770806. Según la Oficina del Censo, la localidad tiene un área total de 1,1 km² (0,4 mi²), de la cual 1,1 km² (0,4 mi²) es tierra y 0 km² (0 mi²) (0.0%) es agua.

### Localidades adyacentes
El siguiente diagrama muestra a las localidades en un radio de 64 kilómetros (39,8 mi) de Midwest.

## Demografía
En el 2000 la renta per cápita promedia del hogar era de $30.000, y el ingreso promedio para una familia era de $33.125. El ingreso per cápita para la localidad era de $12.891. En 2000 los hombres tenían un ingreso per cápita de $28.000 contra $20.625 para las mujeres. Alrededor del 29.10% de la población estaba bajo el umbral de pobreza nacional.